# Mont de la Faille
Le mont de la Faille est un sommet situé sur la Grande Terre des îles Kerguelen dans les Terres australes et antarctiques françaises (TAAF).

## Toponymie
Le mont doit son nom – attribué en 1966 par la commission de toponymie des îles Kerguelen – à la proximité de la faille géologique nord-sud remarquable près de laquelle il se situe

## Géographie
Le mont de la Faille est situé à l'extémité occidentale des Kerguelen, à l'ouest du glacier Cook, où il surplombe la baie du Noroît. Culminant à 812 m, il domine également la crique du Sac à Plomb et deux lacs situés sur son versant sud, le lac de la Baignoire et le lac du Sabot, qu'il contribue à alimenter par l'eau de fonte de ses neiges et de ruisselement.